# Hôtel de Chambon
L'hôtel de Chambon est un hôtel particulier parisien, situé 95 rue du Cherche-Midi, dans le 6e arrondissement de Paris.

## Histoire
L'hôtel a été construit en 1805 par Davia, entrepreneur de bâtiments et constructeur en 1809 du pont de Choisy. En 1813, il est acheté par le baron Chambon qui l'habite jusqu'en 1833 et lui laisse son nom. Il passe ensuite aux mains de l'imprimeur Jean-Baptiste-Victor Lenormand.
Les façades sur rue et sur cour sont inscrites au titre des monuments historiques par arrêté du 14 février 1936.
L'hôtel a été acheté en 1994 par l'acteur Gérard Depardieu, qui le rénove pendant dix ans et confie sa restauration à Guillaume Trouvé, architecte du patrimoine, et son réaménagement intérieur à Jacques Garcia et Bernard Quentin. Il s'y installe en 2003. 
L'hôtel est le siège de la société DD Productions. 
En 2012, il est mis en vente après la décision de Depardieu de s'installer en Belgique, pour un prix qui avoisinerait les 50 millions d'euros. La propriété est de 1 800 m2 habitables, 20 pièces – dont 10 chambres – un ascenseur et une piscine intérieure. Avant son départ pour l'étranger, l'acteur comptait le transformer en hôtel de luxe.
L'hôtel, resté propriété de l'acteur en dépit d'une nouvelle tentative pour trouver un acquéreur en 2017, est remis en vente en mars 2022.
L'hôtel n'a toujours trouvé acheteur début 2024.